# Code civil turc
Pour les autres articles nationaux ou selon les autres juridictions, voir code civil.
Lire en ligne

(tr) Texte sur le site de la Grande Assemblée nationale de Turquie

L'actuel code civil turc (en turc : Türk Medeni Kanunu, abrégé TMK, ou loi n°4721) est adoptée par la Grande Assemblée nationale de Turquie le 22 novembre 2001 et entré en vigueur le 1er janvier 2002. Il succède au code civil de 1926 (Türk Kanunu Medenisi ou loi n°743), qui était pour l'essentiel une traduction de la version française du Code civil suisse.

## Code civil de 2002
Il est élaboré par la 21e législature et le gouvernement Ecevit V, à peine un an avant les élections législatives de 2002 qui amèneront au pouvoir le Parti de la justice et du développement et Recep Tayyip Erdoğan.